# Macugonalia nefasta
Macugonalia nefasta är en insektsart som beskrevs av Rodney Ramiro Cavichioli 2004. Macugonalia nefasta ingår i släktet Macugonalia och familjen dvärgstritar. Inga underarter finns listade i Catalogue of Life.